# Canthigaster marquesensis
Canthigaster marquesensis là một loài cá biển thuộc chi Canthigaster trong họ Cá nóc. Loài này được mô tả lần đầu tiên vào năm 1977.

## Phân bố và môi trường sống
C. marquesensis có phạm vi phân bố ở vùng biển Tây Thái Bình Dương. Đây là một loài đặc hữu của quần đảo Marquesas (Polynesia thuộc Pháp). Các mẫu vật của loài cá này đã được thu thập tại các đảo Nukuhiva, Fatuhiva, Ua Pou và Tahuata. C. marquesensis được tìm thấy ở xung quanh các rạn san hô ở độ sâu khoảng từ 15 đến 42 m.

## Bị đe dọa
C. marquesensis là một loài cá rạn san hô. Hiện tượng tẩy trắng san hô đang diễn ra ở nhiều khu vực trên Polynesia thuộc Pháp, cộng thêm sự nóng lên toàn cầu gây ảnh hưởng nghiêm trọng đến môi trường sống của C. marquesensis. Do đó mà loài này được xếp vào danh sách Loài sắp nguy cấp.

## Mô tả
C. marquesensis trưởng thành có kích thước tối đa được ghi nhận là khoảng 7 cm. Cơ thể của C. marquesensis có màu nâu (nâu đậm ở lưng). Một dải màu nâu đậm trải dài từ phía sau gốc vây ngực và dừng lại trên cuống đuôi. Cơ thể cũng có nhiều sọc mảnh màu xanh lơ. Xung quanh mắt có viền màu vàng với các đường vân màu xanh lam. Xung quanh mõm màu trắng với các sọc như ngựa vằn. Các vây có màu trắng nhạt.
Số gai ở vây lưng: 0; Số tia vây mềm ở vây lưng: 10; Số gai ở vây hậu môn: 0; Số tia vây mềm ở vây hậu môn: 9; Số tia vây mềm ở vây ngực: 17.
Cũng như những loài cá nóc khác, C. marquesensis có khả năng sản xuất và tích lũy các độc tố như tetrodotoxin và saxitoxin trong da, tuyến sinh dục và gan. Mức độ độc tính khác nhau tùy theo từng loài, và cũng phụ thuộc vào khu vực địa lý và mùa.
Thức ăn của C. marquesensis rất đa dạng, bao gồm rong tảo, các loài động vật giáp xác và động vật thân mềm.